# Макензи Астин
Макензи Астин (на английски: Mackenzie Astin, роден 12 май 1973) е американски актьор в киното и телевизията. Известността си получава след ролята на Анди в сериала „Факти от живота“.

## Биография

### Произход и образование
Макензи Астин е роден на 12 април 1973 г. в Лос Анджелис, Калифорния в семейството на актьорите Пати Дюк и Джон Астин. Негов брат е актьорът Шон Астин. Завършва прогимназията „Ралф Уолдо Емерсън“ и Университетската гимназия в родния си град.

### Кариера
Макензи Астън дебютира в телевизията с участието си в „Lois Gibbs and the Love Canal“, но вероятно е най-добре запомнен с ролята си на Анди в популярната ситуационна комедия „Факти за живота“. По-късно започва да играе в много филми и телевизионни програми, като „Мечтая за Джийни: 15 години по-късно“, „Харисън Бержерън“, където в главната роля играе брат му Шон, „Смях на 23-тия етаж“ на Нийл Саймън с Нейтън Лейн и „Целувката на вдовицата“ с Бевърли Д'Анджело.
Играе в някои епизоди на сериалите „Бруклинският мост“, „До краен предел“, „Безследно изчезнали“ и „Доктор Хаус“.
Като редовен актьор се появява в драмата на NBC „Първите години“ със Саманта Матис. Неговият герой е открит гей и Астин признава пред списание „The Advocate“, че по време на снимките се е надявал на секс със същия пол. Той се появява в епизода от първия сезон „Родени да бягат“ като възлюбеният на Кейт Остин Том.
Астин участва и в много големи филми като „Железният Уил“ с главна роля, важна поддържаща роля играе Кевин Спейси. Участва също и в „Уайът Ърп“ с Кевин Костнър, „Вечерна звазда“ с Шърли Маклейн и „Последните дни на диското“ на Уит Стилман. По време на снимките на „Вечерна звезда“ Макензи губи горния край на ухото си след автомобилна катастрофа. Налага се да носи изкуствено ухо до края на филма. Работи заедно с баща си, директор на Програмата за театрални изкуства и обучение в университета „Джон Хопкинс“ в Балтимор, Мериленд.

## Филмография

### Кино
| Година | Название                               | Оригинално название                       | Роля            | Забележки |
| ------ | -------------------------------------- | ----------------------------------------- | --------------- | --------- |
| 1985   | „Мечтая за Джийни: 15 години по-късно“ | I Dream of Jeannie: 15 Years Later        | Тиджей Нелсън   |           |
| 1987   | „Момчетата от сметището“               | The Garbage Pail Kids Movie               | Доджър          |           |
| 1994   | „Железният Уил“                        | Iron Will                                 | Уил Стоунман    |           |
| 1994   | „Уайът Ърп“                            | Wyatt Earp                                | Франсис О`Рук   |           |
| 1995   | „Харисън Бержерън“                     | Harrison Bergeron                         | шампион по голф | камео     |
| 1996   | „Вечерна звезда“                       | The Evening Star                          | Теди Хъртън     |           |
| 1998   | „Последните дни на диското“            | The Last Days of Disco                    | Джими Стайнуей  |           |
| 1999   | „Размножаването на земните хора“       | The Mating Habits of the Earthbound Human | Били            |           |
| 2003   | „Уроци по любов“                       | How to Deal                               | Люис Уършър     |           |
| 2007   | „Последният сезон“                     | The Final Season                          | Чип Долан       |           |

### Телевизия
| Година    | Название          | Оригинално название | Роля             | Забележки  |
| --------- | ----------------- | ------------------- | ---------------- | ---------- |
| 1985—1988 | „Факти от живота“ | The Facts of Life   | Анди Мъфет       | 65 епизода |
| 2000      | „До краен предел“ | The Outer Limits    | Патрик Тарлоф    | 1 епизод   |
| 2005      | „Изгубени“        | Lost                | Том Бренан       | 1 епизод   |
| 2006      | „Доктор Хаус“     | House, M.D.         | Алън Алстън      | 1 епизод   |
| 2007      | „Моето име е Ърл“ | My Name Is Earl     | Брандън          | 1 епизод   |
| 2009      | „Осмо чувство“    | Psych               | Джейсън Кенингъм | 1 епизод   |